# Gemma (nom)

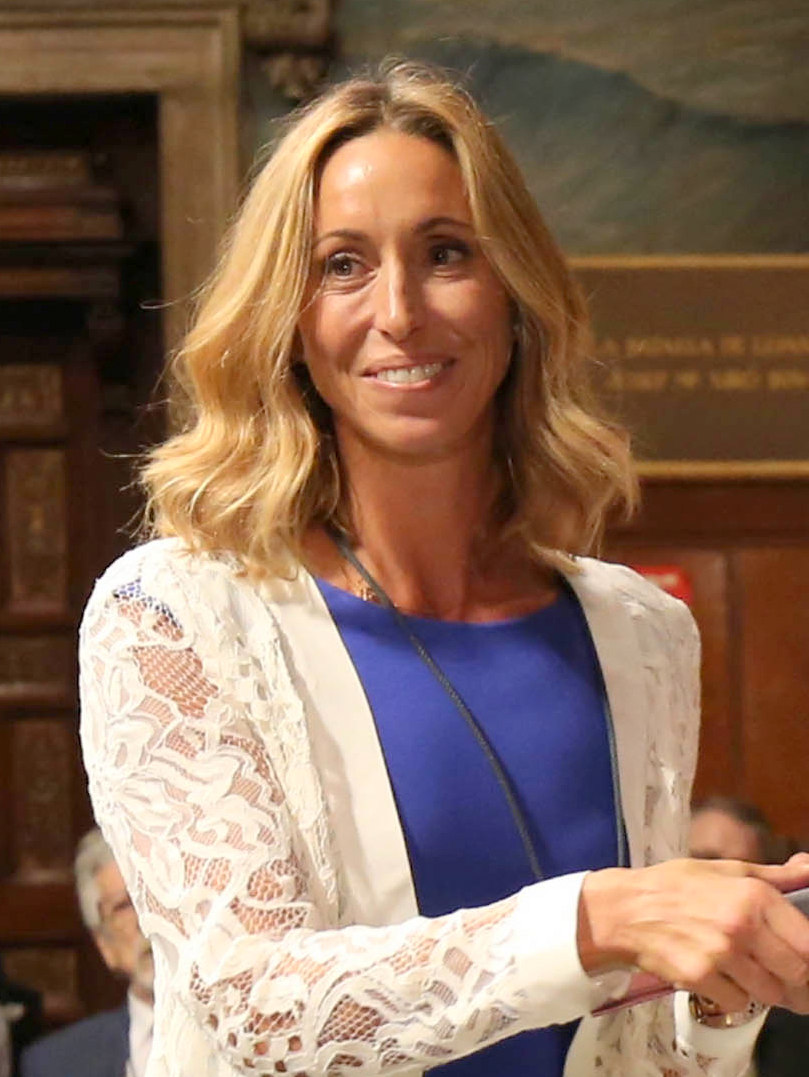
Gemma Mengual

Gemma és un nom femení que deriva del substantiu llatí gemma amb el significat originari de botó, després de borró i de minerals usats en joieria. Jemma i Gema són variants d'aquest nom, en anglès i castellà respectivament. El santoral recorda també a santa Gemma (segle II), màrtir, a beata Gemma (1375-1439), religiosa de clausura. El nom, i els seus derivats, va ser comú a l'antiga Roma i a la Itàlia medieval i del Renaixement. A partir del segle XX es va estendre l'ús del nom per la canonització, el 14 de maig de 1933, de Gemma Galgani. El sant, respecte a aquesta santa se celebra el 14 de maig o l'11 d'abril (data de la mort). Gemma és un nom popular a Catalunya. Per exemple:
- Gemma di Manetto esposa de Dante Alighieri
- Gemma Mengual Civil, nedadora
- Gemma Cuervo Igartua, actriu